# 中国驻比利时大使馆
中华人民共和国驻比利时王国大使馆（荷蘭語：Ambassade van de Volksrepubliek China in het Koninkrijk België），简称中国驻比利时大使馆，是中华人民共和国驻比利时的外交代表机构。

## 机构设置
中国驻比利时大使馆设置下列机构：
- 政治处
- 经济商务处
- 教育处
- 文化科技处
- 武官处
- 领事侨务处
- 办公室